# Liste der Naturdenkmale in Niesky
Die Liste der Naturdenkmale in Niesky umfasst Naturdenkmale der sächsischen Stadt Niesky.

## Definition
„Naturdenkmäler sind rechtsverbindlich festgesetzte Einzelschöpfungen der Natur oder entsprechende Flächen bis zu fünf Hektar, deren besonderer Schutz erforderlich ist
1. aus wissenschaftlichen, naturgeschichtlichen oder landeskundlichen Gründen oder
2. wegen ihrer Seltenheit, Eigenart oder Schönheit.“

„§ 18 – Naturdenkmäler – (zu § 28 BNatSchG)
(1) Die Erklärung nach § 22 Abs. 1 BNatSchG von Teilen von Natur und Landschaft als Naturdenkmal erfolgt durch Rechtsverordnung oder Einzelanordnung.
(2) Über § 28 Abs. 1 BNatSchG hinaus können Naturdenkmäler zur Sicherung von Lebensgemeinschaften oder Lebensstätten von im Bestand gefährdeten oder streng geschützten Arten festgesetzt werden.“

## Naturdenkmale
Diese Auflistung unterscheidet zwischen Flächennaturdenkmalen (FND) mit einer Fläche bis zu 5 ha (bei Verordnung nach DDR-Recht auch mehr) und Einzel-Naturdenkmalen (ND).
Link zu einem Kartenansichtstool, um Koordinaten zu setzen.
| Bild | Bezeichnung                                 | Lage                               | Beschreibung  | Datum | Nummer |
| ---- | ------------------------------------------- | ---------------------------------- | ------------- | ----- | ------ |
| BW   | Flachmoorteil der Alten See                 | (51° 18′ 1″ N, 14° 47′ 18,9″ O)    | FND (2,2 ha)  |       |        |
| BW   | Zwischenmoor Trebuser Weg                   | (51° 19′ 9,2″ N, 14° 48′ 43,7″ O)  | FND (2,2 ha)  |       |        |
| BW   | Alte See und Umland                         | (51° 18′ 0″ N, 14° 47′ 6,2″ O)     | FND (27,7 ha) |       |        |
| BW   | Gerbereichen Niesky                         | (51° 17′ 29,5″ N, 14° 49′ 10,2″ O) | ND            |       |        |
| BW   | Feuchtgebiet „Doras Ruh“                    | (51° 18′ 24,2″ N, 14° 51′ 6,4″ O)  | FND (5,4 ha)  |       |        |
| BW   | Stieleiche am Schäferberg                   | (51° 17′ 35″ N, 14° 47′ 12″ O)     | ND            |       |        |
| BW   | Schwarzer Bruch bei See                     | (51° 17′ 7,5″ N, 14° 46′ 46,1″ O)  | ND            |       |        |
| BW   | Reptilien- und Lurch-FND an der Birkenlinie | (51° 19′ 36,8″ N, 14° 48′ 54,8″ O) | FND (4,2 ha)  |       |        |

## Ehemalige Naturdenkmale
Link zu einem Kartenansichtstool, um Koordinaten zu setzen.
| Bild | Bezeichnung                 | Lage                               | Beschreibung                                                                                    | Datum     | Nummer |
| ---- | --------------------------- | ---------------------------------- | ----------------------------------------------------------------------------------------------- | --------- | ------ |
| BW   | Doppeleiche Schaftrebe, See | (51° 17′ 56,7″ N, 14° 47′ 25,8″ O) | ND aufgehoben, da eine Eiche weggebrochen, die verbliebene ist keine schutzwürdige Besonderheit | 1956–2020 |        |